# 国际地震中心
国际地震中心（英語：International Seismological Centre）是一个于1964年在联合国教科文组织的协助下成立的收集全球范围地震观测数据的非政府组织机构，简称ISC，现任理事为D·A·斯托尔恰克。国际地震中心是全世界第一个收集全世界范围地震观测资料的组织。国际地震中心紧跟约翰·米尔恩教授和哈罗德·杰弗里斯爵士的初始工作，在世界范围内与其他地震数据中心和其他地震机构合作。对于地震学而言，国际地震中心被认为是世界上拥有最长期、稳定、完成和可靠的资料数据积累的机构。

## 历史沿革
国际地震中心的前身是国际地震学总结（International Seismological Summary）。1960年，联合国教科文组织在法国巴黎召开了关于讨论如何更好地利用ISS资料的研讨会，在本次会议中决定成立国际地震中心。1964年，国际地震中心成立于英国爱丁堡。在此之后，国际地震中心共迁址2次。第一次于1975年搬迁至纽伯里，第二次于1986年搬迁至现址伯克郡萨彻姆。

## 研究范围
全世界有逾千个地震台的资料都定期送至国际地震中心进行地震资料的汇集、分析和出版。目前国际地震中心的主要任务，是收集全世界范围内的地震信息，其中包括仪器记录数据和宏观地震资料，从而建立完成的资料档案，并对相关地震问题提供咨询服务。在收集到各地上传的地震事件的震源位置、震相数据和宏观地震资料后，国际地震中心会在地震发生后两年之内以月刊和半年一次目录的形式出版。
国际地震中心拥有5项数据产品，即国际地震中心期刊、国际地震中心EHB期刊、国际地震中心全球仪器地震目录、国际地震学与地球内部物理学联合会地面实况参考事件和国际地震中心事件目录。